# Frank Shuman
Frank Shuman (23. januar 1862 – 28. april 1918) var en amerikansk opfinder, ingeniør og pioner indenfor solenergi, kendt for sit arbejde med solmotorer, især dem der brugte solenergi til at opvarme vand til damp.

## Karriere
I 1892 opfandt Frank Shuman sikkerhedsglas af trådglas.  Yderligere patenter blev udstedt vedrørende processen til fremstilling af trådglas og maskiner til fremstilling af trådglas. I 1914 opfandt Shuman en proces til fremstilling af lamineret sikkerhedsglas som blev fremstillet af Safety Glass Company. I 1916 patenterede han et "advarlselssignal" til jernbaneovergange,  samt brugen af flydende ilt eller flydende luft til at drive en ubåd. 
Den 20. august 1897 opfandt Shuman en solmotor, der fungerede ved at reflektere solenergi på en-fods firkantede kasser fyldt med æter, som har et lavere kogepunkt end vand. Den indeholdt sorte rør på indersiden, som drev en mindre dampmaskine. Den lille dampmaskine kørte uafbrudt i over to år på solrige dage ved en dam ved Shumans hus.
I 1908 dannede Shuman Sun Shine Power Company med den hensigt at bygge større kraftværker. Sammen med sin tekniske rådgiver A.S.E. Ackermann og den britiske fysiker Sir Charles Vernon Boys, udviklede han et forbedret system, der anvendte spejle til at reflektere solenergi på akkumuleringskasser. Dette øgede varmekapaciteten så meget, at vand nu kunne bruges i stedet for æter. Han udviklede også en lavtryks dampturbine, da de fleste dampmaskiner i 1910 blev bygget til damp og ikke solopvarmet vand. Shumans turbine behandlede energi fire gange hurtigere end nogen anden motor på hans tid. Shuman konstruerede derefter en fuldskala dampmaskine, der blev drevet af lavtryksdamp, hvilket gjorde det muligt for ham at patentere hele solmotorsystemet i 1912. Scientific American fremhævede igen Shuman i sine udgaver af 4. februar 1911 og 30. september 1911.
Shuman stod for byggeriet af verdens første solvarmekraftværk i Maadi, Egypten (1912-1913). Shumans anlæg brugte halvcirkelformede trug til at drive en 60-70 hestekræfter motor, der pumpede 6.000 liter vand i minuttet fra Nilen til tilstødende bomuldsmarker. Hans system omfattede en række teknologiske forbedringer, herunder absorptionsplader med dobbelte ruder adskilt af et en-tommers luftrum. Selvom udbruddet af 1. Verdenskrig og opdagelsen af billig olie i 1930'erne udfordrede solenergiens fremskridt, blev Shumans vision og grundlæggende design genoplivet i 1970'erne med en ny bølge af interesse for solvarmeenergi. 
Hans hjem og laboratorier står stadig i Tacony- bydelen i Philadelphia. De blev fredet i oktober 2019, hvilket betyder, at de ikke kan rives ned eller ændres væsentligt uden den historiske kommissions tilladelse. 

## Shuman Genopdaget: Hemauer og Keller
Ved den 11. internationale Cairo-biennale for moderne kunst i 2008-09 henledte det schweiziske kunstnerpar Christina Hemauer og Roman Keller opmærksomheden på Shumans solprojekt. Deres bidrag med titlen " No1 Sun Engine " bestod af to dele: En rekonstruktion af to segmenter af solmotorerne samt en stand med information om Shumans projekt og om solenergi generelt. På væggen bag informationsstanderen var der et citat (på både engelsk og arabisk) af Shuman: "En ting er jeg sikker på, og det er, at menneskeheden endelig skal bruge direkte solenergi eller vende tilbage til barbari." Frank Shuman, 1914

## Shumans patenter
| Nummer   | Dato for indsendelse | Udsteelsesdato     | Beskrivelse                                                |
| -------- | -------------------- | ------------------ | ---------------------------------------------------------- |
| D37803   | december 18, 1905    | 30. januar 1906    | Design for Sheet-Glass                                     |
| D43349   | august 19, 1910      | december 17, 1912  | Design for Sheet-Glass                                     |
| 483020   | 6. juli 1892         | september 20, 1892 | Process of Embedding Wire-Netting in Glass                 |
| 483021   | 6. juli 1892         | september 20, 1892 | Machine for Embedding Wire-Netting in Glass                |
| 510716   | september 22, 1893   | december 12, 1893  | Machine for Embedding Wire in Glass                        |
| 510822   | december 29, 1892    | december 12, 1893  | Process of Manufacturing Wire-Glass                        |
| 510823   | december 29, 1892    | december 12, 1893  | Machine for Manufacturing Wire-Glass                       |
| 531874   | 5.juli 1894          | 1. januar 1895     | Process of Cutting Wire-Embedded Glass                     |
| 542539   | november 14, 1894    | 9. juli 1895       | Apparatus for Removing Obstructions from Car-Tracks        |
| 545826   | 3. maj 1894          | september 3, 1895  | Ladle for Dipping Glass                                    |
| 546196   | 28. maj 1894         | september 10, 1895 | Apparatus for Embedding Wire in Glass                      |
| 561920   | november 14, 1892    | 9.juni 1896        | Machine for Embedding Wire in Glass                        |
| 574458   | november 23, 1893    | 5.januar 1897      | Machine for Embedding Wire in Glass                        |
| 593440   | september 17, 1896   | november 9, 1897   | Process of Treating Metal Structures                       |
| 605754   | 20. januar 1897      | 14. juni 1898      | Process of and Machine for Embedding Wire in Glass         |
| 647334   | 21. juli 1897        | april 10, 1900     | Process of Making Rolls                                    |
| 661649b  | 21. juli 1900        | november 13, 1900  | Mercerizing-Machine                                        |
| 670438a  | september 20, 1900   | 16. marts 1901     | Machine for Molding Glass                                  |
| 671240   | 13. oktober 1900     | april 2, 1901      | Process of Extinguishing Fires                             |
| 673067   | september 20, 1900   | april 30, 1901     | Mercerizing-Machine                                        |
| 727004a  | 14. juni 1902        | 5. maj 1903        | Meshed Wire for Wire-Glass Manufacture                     |
| 727005a  | 14.juni 1902         | 5. maj 1903        | Manufacture of Wire-Glass                                  |
| 727006a  | 14. juni 1902        | 5. maj 1903        | Method of Manufacturing Wire-Glass                         |
| 727007a  | 14. juni 1902        | 5. maj 1903        | Process of Manufacturing Wire-Glass                        |
| 733286   | 13. januar 1903      | 7. juli 1903       | Removable Pile for Forming Concrete Piles                  |
| 733287   | april 23, 1903       | 7. juli 1903       | Process of Making Concrete Piles                           |
| 733288   | 13. januar 1903      | 7. juli 1903       | Removable Pile for Forming Concrete Piling                 |
| 733335   | 4.juni 1903          | 7. juli 1903       | Process of Forming Openings in the Ground                  |
| 733336   | april 23, 1903       | 7. juli 1903       | Process of Forming Concrete Piles                          |
| 733337   | april 23, 1903       | 7. juli 1903       | Process of Forming Concrete Piles                          |
| 735680   | april 23, 1903       | august 4, 1903     | Process of Making Concrete Piles                           |
| 739268   | 8. juni 1903         | september 15, 1903 | Process of Making Concrete Piles                           |
| 752003   | april 23, 1903       | 9. februar 1904    | Process of Forming Concrete Piles                          |
| 756805   | 13. januar 1903      | april 5, 1904      | Removable Pile for Forming Concrete Piling                 |
| 763212   | 5. februar 1904      | 21. juni 1904      | Preparatory Pile for Use in Forming Concrete Piles         |
| 763213   | 25. februar 1904     | 21. juni 1904      | Method of Forming Concrete Piles                           |
| 786058   | april 7, 1904        | 28. marts 1905     | Process of Manufacturing Wire-Glass                        |
| 792172a  | 20. marts 1905       | 13. juni 1905      | Process of Making Wire-Glass                               |
| 805936   | 9. januar 1905       | november 28, 1905  | Concrete Piling and Method for Making the Same             |
| 806755   | april 21, 1904       | december 5, 1905   | Pile for Piers or Pier Casings                             |
| 806587   | april 21, 1904       | december 5, 1905   | Pier and Pier Casing                                       |
| 817595   | april 21, 1904       | september 18, 1906 | Setting Concrete Piles                                     |
| 831481   | 26. juli 1905        | april 10, 1906     | Constructing Piles                                         |
| 875857   | 14. juni 1902        | 7. januar 1908     | Method for the Manufacture of Wire-Glass                   |
| 876307   | 14. juni 1902        | 7. januar 1908     | Method for the Manufacture of Wire-Glass                   |
| 889341   | 20. juli 1897        | 2. juni 1908       | Roll and Process for Making Same                           |
| 898517   | 31. maj 1906         | september 15, 1908 | Concrete Pile and the Process of Constructing the Same     |
| 899339b  | december 22, 1905    | september 22, 1908 | Extracting Grease and Potash Salts from Wool               |
| 899440b  | december 29, 1905    | september 22, 1908 | Apparatus for Extracting Grease and Potash Salts from Wool |
| 905469a  | 20. marts 1905       | december 1, 1908   | Wire-Glass Structure                                       |
| 957477   | 20. marts 1905       | 10. maj 1910       | Method of and Means of Annealing Glass                     |
| 979579   | 18. marts 1907       | december 27, 1910  | Utilizing Waste Heat of Compressors                        |
| 992814   | 1. maj 1907          | 23. maj 1911       | Utilizing Waste Heat of Distillation                       |
| 1002768  | 20. juni 1907        | september 5, 1911  | Utilizing Heat for the Development of Power                |
| 1014418  | december 13, 1907    | 9. januar 1912     | Process for Utilizing Waste Heat of Distillation           |
| 1156186  | 7. marts 1906        | 12. januar 1915    | Method of Making Composite Piles                           |
| 1167944  | 20. juli 1909        | 11. januar 1916    | Method of and Means for Melting Metals                     |
| 1200893  | 9. januar 1914       | 10. oktober 1916   | Steam-Engine                                               |
| 1218219  | 9. marts 1914        | 6. marts 1917      | Steam-Engine                                               |
| 1240890c | september 30, 1912   | september 25, 1917 | Sun-Boiler                                                 |
| 1258482  | 2. oktober 1915      | 5. marts 1918      | Pile Form and Method of Driving the Same                   |
| 1281860  | 2. oktober 1915      | 15. oktober 1918   | Apparatus for Forming Piles                                |
| 1310253  | 25. februar 1916     | 15. juli 1919      | Submarine and Method of Operating the Same                 |
| 1420345  | 23.marts 1916        | 20. juni 1920      | Danger Signal                                              |

a med Arno Shuman
b med Constantine Shuman
c med Charles Vernon Boys
Kilde: 

## Yderligere læsning
- Jeremy Shere. Frank Shuman's Arabian Solar Dream
- Kryza, Frank T. (2003). The Power of Light. McGraw-Hill. ISBN 0-07-140021-4. This book describes Shuman's solar project in Egypt.
- Butti, Ken (1980). Golden Thread Twenty Five Hundred Years of Solar Architecture and Technology. Cheshire Books. ISBN 0917352076. This book describes Shuman's work in solar power in both the US and Egypt. Includes photos.